# Colonia (stad)
Colonia är en delstatshuvudstad i Mikronesiska federationen.   Den ligger i kommunen Weloy Municipality och delstaten Yap, i den västra delen av landet, 2 200 km väster om huvudstaden Palikir. Colonia ligger 10 meter över havet och antalet invånare är 7 371. Den ligger på ön Yap Islands.
Terrängen runt Colonia är platt. Havet är nära Colonia söderut.  Det finns inga andra samhällen i närheten. 